# پیست زاکسنرینگ
پیست زاکسنرینگ (انگلیسی: Sachsenring، تلفظ آلمانی: [ˈzaksənʁɪŋ]) یک پیست ورزش‌های موتوری در زاکسن، آلمان است.
این پیست که در سال ۱۹۲۷ ساخته شده است بیشتر برای مسابقات موتورسواری استفاده می‌شود.

## نگارخانه

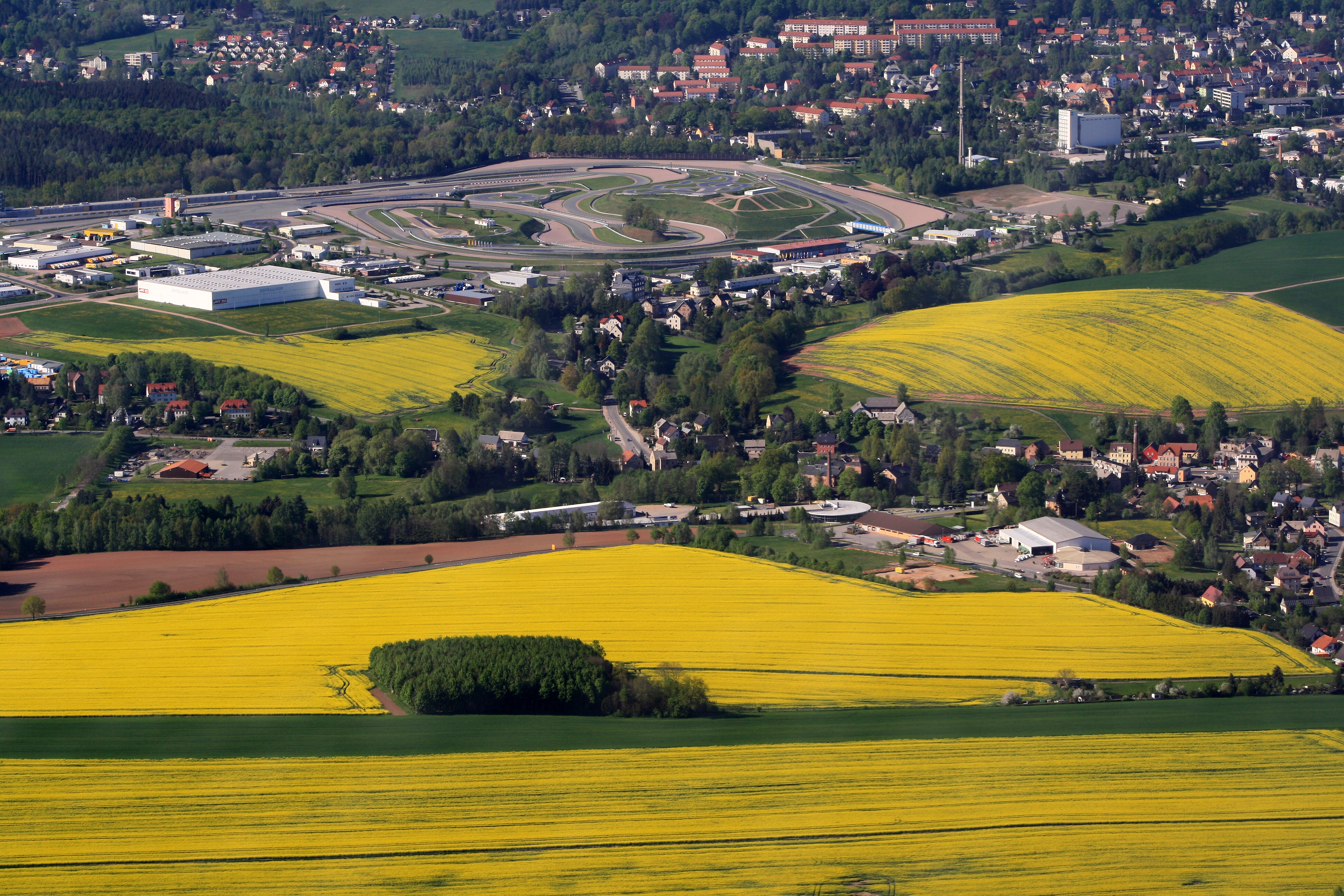
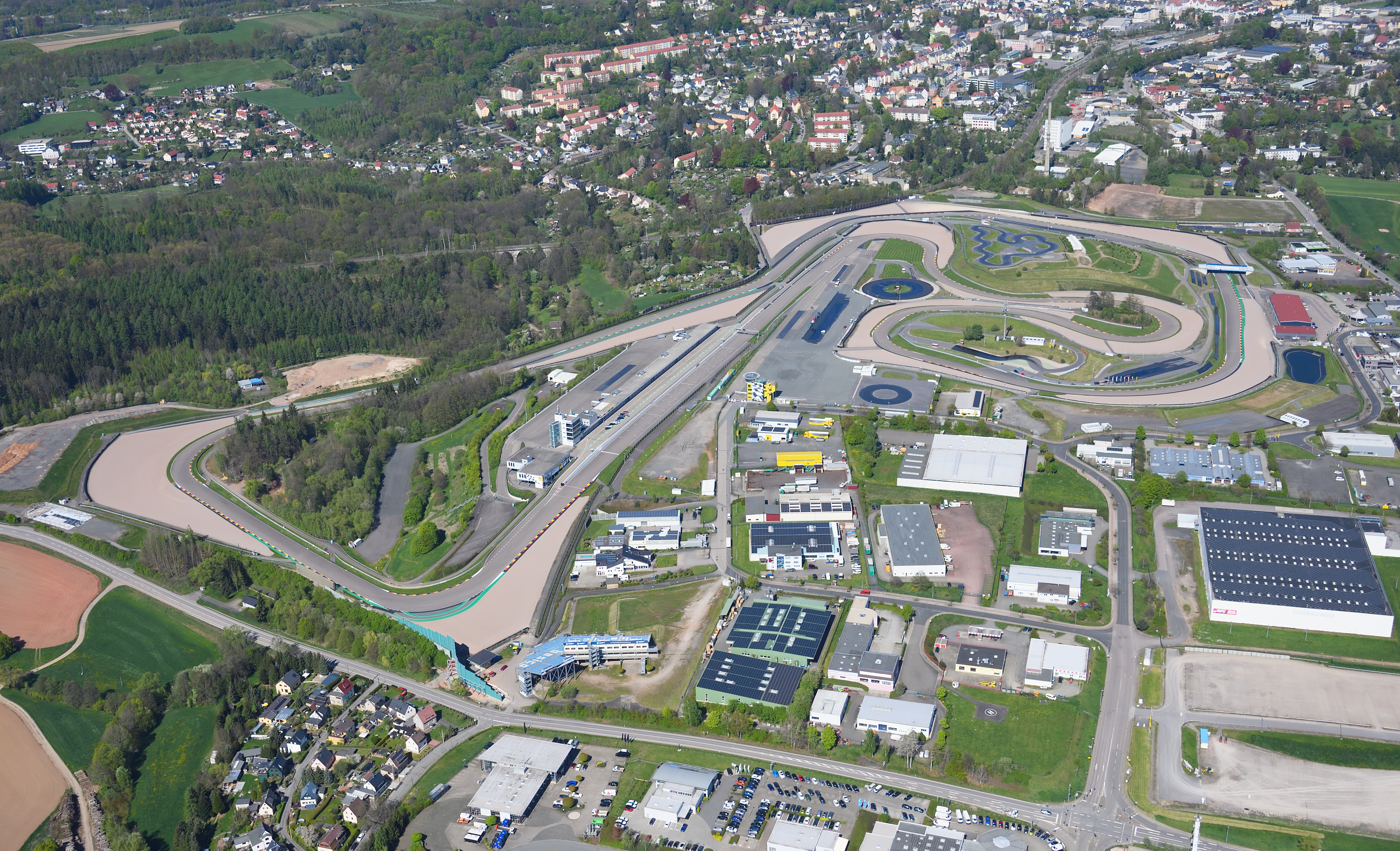
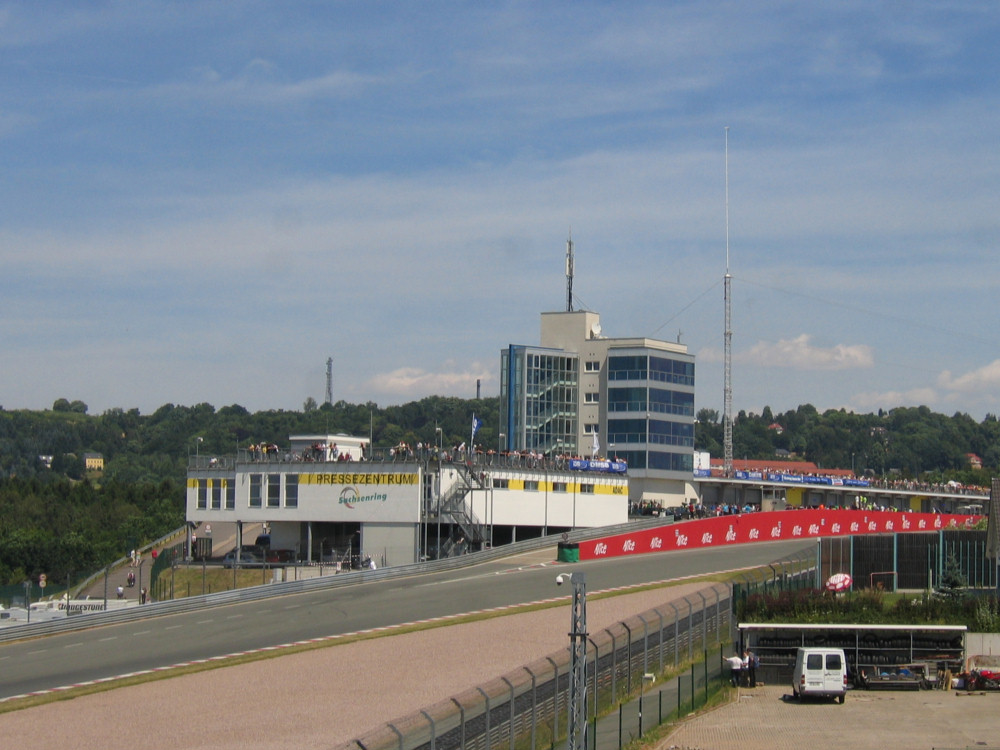
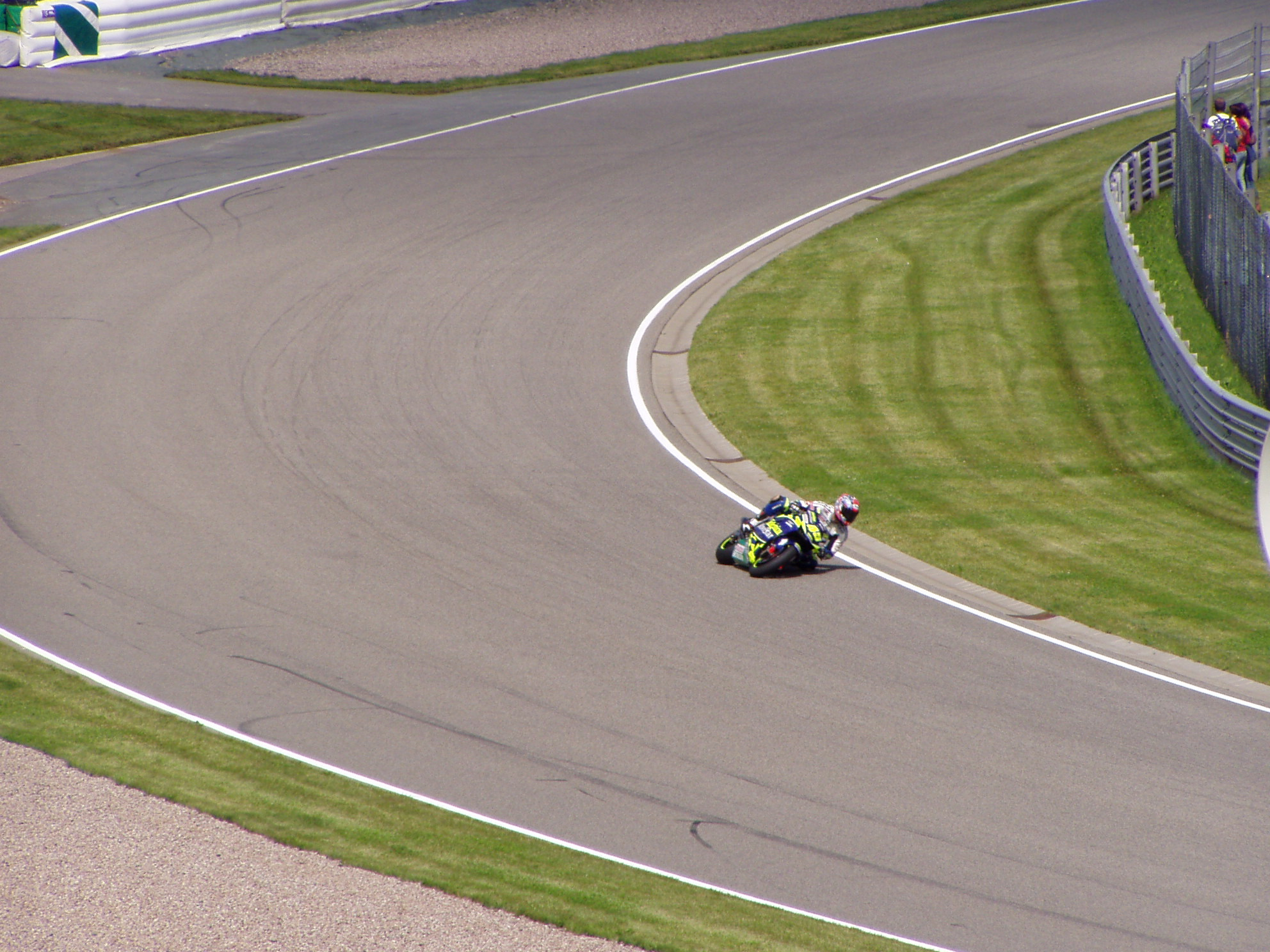